# شولر هنسلي
شولر هنسلي (بالإنجليزية: Shuler Hensley)‏ هو ممثل أمريكي، ولد في 6 مارس 1967 بأتلانتا في الولايات المتحدة. من الجوائز التي نالها جائزة لورنس أوليفيه.

## أعمال

### أفلام
- (2004) فان هيلسنج[7]
- (2005) أسطورة زورو[8]
- (2017) أعظم رجل استعراض[9]

## جوائز
- جائزة لورنس أوليفيه

## وصلات خارجية
- شولر هنسلي على موقع IMDb (الإنجليزية)
- شولر هنسلي على موقع قاعدة بيانات برودواي على الإنترنت (الإنجليزية)
- شولر هنسلي على موقع ديسكوغز (الإنجليزية)
- شولر هنسلي على موقع قاعدة بيانات الفيلم (الإنجليزية)